# ぷりずむコミュニケート
「ぷりずむコミュニケート」は、2015年8月19日にワーナー・ブラザース・ホームエンターテイメントから発売されたシングル。

## 概要
表題曲「ぷりずむコミュニケート」はテレビアニメ『GATE 自衛隊 彼の地にて、斯く戦えり』のエンディングテーマに使用された。
シングルはテュカ盤、レレイ盤とロゥリィ盤の3種類が発売された。ジャケットにはそれぞれ、テュカ盤にはテュカ、レレイ盤にはレレイ、ロゥリィ盤にはロゥリィが描かれている。
CDジャーナルは、「その名のとおり、キラキラと輝くポップなナンバーだ」と評価している。

## 収録曲
テュカ盤
1. ぷりずむコミュニケート
作詞・作曲・編曲 - 山田高弘 / 歌 - テュカ&レレイ&ロゥリィ （金元寿子&東山奈央&種田梨沙）
2. rest forest
作詞 - くまのきよみ / 作曲・編曲 - 渡部チェル / 歌 - テュカ （金元寿子）
3. ぷりずむコミュニケート/テュカ ソロver.
作詞・作曲・編曲 - 山田高弘 / 歌 - テュカ （金元寿子）
4. ぷりずむコミュニケート (instrumental)
5. rest forest (instrumental)

レレイ盤
1. ぷりずむコミュニケート
作詞・作曲・編曲 - 山田高弘 / 歌 - テュカ&レレイ&ロゥリィ （金元寿子&東山奈央&種田梨沙）
2. とうめいな、みずうみ
作詞 - くまのきよみ / 作曲・編曲 - 中山聡 / 歌 - レレイ （東山奈央）
3. ぷりずむコミュニケート/レレイ ソロver.
作詞・作曲・編曲 - 山田高弘 / 歌 - レレイ （東山奈央）
4. ぷりずむコミュニケート (instrumental)
5. とうめいな、みずうみ (instrumental)

ロゥリィ盤
1. ぷりずむコミュニケート
作詞・作曲・編曲 - 山田高弘 / 歌 - テュカ&レレイ&ロゥリィ （金元寿子&東山奈央&種田梨沙）
2. Black Identity
作詞 - くまのきよみ / 作曲・編曲 - 渡部チェル / 歌 - ロゥリィ （種田梨沙）
3. ぷりずむコミュニケート/ロゥリィ ソロver.
作詞・作曲・編曲 - 山田高弘 / 歌 - ロゥリィ （種田梨沙）
4. ぷりずむコミュニケート (instrumental)
5. Black Identity (instrumental)